# Jerry Heil
Jerry Heil, születési nevén: Jana Olekszandrivna Semajeva, cirill betűkkel Я́на Олекса́ндрівна Шема́єва (Vaszilkiv, 1995. október 21. –) ukrán énekesnő, zeneszerző és youtuber. Alyona Alyonával közösen ők képviselték Ukrajnát a 2024-es Eurovíziós Dalfesztiválon, Malmőben, a Teresa & Maria című dallal.

## Magánélete
Semajeva Vaszilkivben született, Kijev mellett. Szülei mindketten magánkereskedőként dolgoznak. Jerry Heil egy kijevi zeneiskolákba járt, többek között az R. Glier Kyiv Institute of Music-ba és a Kijevi Konzervatóriumba.
Folyékonyan beszél ukránul, oroszul és angolul. A dalainak a többsége ukránul szólal meg. Vegán életmódot folytat, erről szól a 2020-as Vidbirre benevezett dala, a Vegan is.

## Életpályája
Jerry Heil részt vett a 2020-as és a 2023-as Vidbir ukrán eurovíziós nemzeti döntőben. Előbbi alkalommal a Vegan című dallal a hatodik helyezést érte el, utóbb pedig a When God Shut the Doorral lett harmadik.
2023. november 17-én a Szuszpilne bejelentette, hogy az énekesnő Alyona Alyonával közösen résztvevője lesz a 2024-es Vidbir nemzeti válogatónak. Teresa & Maria című versenydalukkal megnyerték a február 3-án rendezett döntőt, ahol a szakmai zsűri, valamint közönség pontjai alakították ki a végeredményt, így ők képviselhették hazájukat az Eurovíziós Dalfesztiválon. A verseny május 7-én rendezett első elődöntőjéből második helyezettként jutottak tovább a döntőbe, ahol a harmadik helyen végeztek.
2025-ben ő hirdette ki az ukrán szakmai zsűri pontjait az Eurovíziós Dalfesztiválon.

## Diszkográfia

### Albumok
- Ya, Yana (2019)

### EP-k
- De miy dim (2017)

### Kislemezek
- De miy dim (2017)
- Kava (2018)
- Postil (2018)
- Okhrana, otmyena (2019)
- Natverkay (2019)
- Vilna kasa (2019)
- Vichnist (2019)
- Vegan (2020)
- Kozatsʹkoho rodu (2022)
- When God Shut the Door (2022)

### Közreműködések
- Teresa & Maria (2024, Alyona Alyonával közösen)
- Podolyanochka (Get Up) (2024, Alyona Alyonával közösen)

## Fordítás
- Ez a szócikk részben vagy egészben  a   Jerry Heil című angol Wikipédia-szócikk fordításán alapul.  Az eredeti cikk szerkesztőit annak laptörténete sorolja fel. Ez a jelzés csupán a megfogalmazás eredetét és a szerzői jogokat jelzi, nem szolgál a cikkben szereplő információk forrásmegjelöléseként.